# クラシックの庭
『クラシックの庭』（クラシックのにわ）は、NHK-FM放送で2024年4月1日から生放送されているクラシック音楽専門番組。

## 概要
平日日中に生放送されているクラシック音楽専門の番組としては、2023年度で終了した『クラシックカフェ』の後継番組に当たる。同番組は前番組までと同じく、クラシック音楽をNHKに保存されているレコードやCDの音源を、庭園を散策しているような雰囲気で楽しむというコンセプトで送る。
番組のパーソナリティー・「音楽のガーデンデザイナー」にはフリーアナウンサーの田添菜穂子と登レイナが隔週交代で出演する。

## 放送日時
- 初回生放送：毎週月-木曜日14:00-15:50
- 再放送：初回放送の翌週月-木曜日7:25-9:15